# در حال حاضر
در حال حاضر (به هندی: Filhaal...) فیلمی محصول سال ۲۰۰۲ و به کارگردانی میگنا گلزار است. در این فیلم بازیگرانی همچون سوشمیتا سن، تابو، سانجای سوری و پالاش سن ایفای نقش کرده‌اند.